# Pavel Řehák
Pavel Řehák (født 7. oktober 1963) er en tidligere tjekkisk fodboldspiller og træner.